# Ramayón
Ramayón is een plaats in het Argentijnse bestuurlijke gebied San Justo in de provincie Santa Fe. De plaats telt 743 inwoners.